# Sesuvium edmondstonei
Sesuvium edmonstonei es una especie de planta suculenta perteneciente a la familia Aizoaceae. Es endémica de las Islas Galápagos (Ecuador).  

## Taxonomía
Sesuvium edmondstonei fue descrito por Joseph Dalton Hooker, y publicado en Transactions of the Linnean Society of London 20: 221. 1847. La especie tipo es: Sesuvium portulacastrum (L.) L. (Portulaca portulacastrum L.)
Etimología
Sesúvium: nombre genérico que deriva del latín: sesuvium -i = sinónimo de sedum (lat. sedum, -i n. = nombre de diversas crasuláceas de los géneros Sedum y Sempervivum)
edmondstonei: epíteto que fue nombrado en honor del botánico inglés, Thomas Edmondston.
Sinonimia
- Sesuvium eastwoodianum Howell[4]